# Фицджеральд, Томас, 7-й граф Десмонд
Томас Фицджеймс Фицджеральд, 7-й граф Десмонд (англ. Thomas FitzJames FitzGerald, 7th Earl of Desmond, 1426 — 15 февраля 1468 года) — англо-ирландский аристократ, 7-й граф Десмонд (1462/1463 — 1468). Также известен как «Томас из Дроэды», и «Великий граф». Лорд-депутат Ирландии (1463—1468).

## Политическая карьера

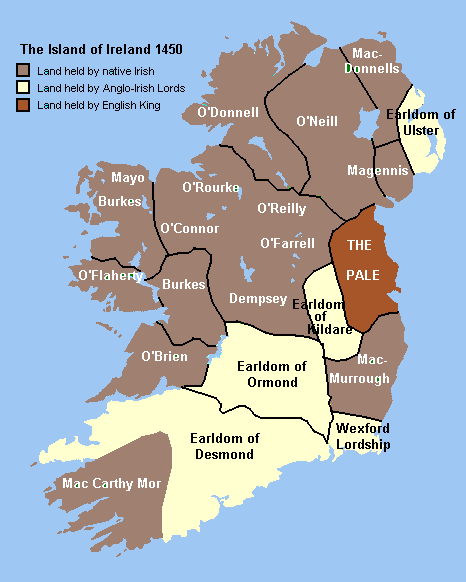
Карта Ирландии 1450 года, где на юго-западе острова показано графство Десмонд

Представитель династии Фицджеральдов (линия Десмондов). Старший сын Джеймса Фицджеральда, 6-го графа Десмонда (ум. 1462/1463), и Мэри де Бург.
В 1462/1463 году после смерти своего отца Томас Фицджеральда стал 7-м графом Десмонда. В том же году новый граф Десмонд, сторонник Йоркской династии, в битве при Пилтауне разгромил войско Джона и Томаса Батлеров, братьев графа Ормонда, сторонников Ланкастерского дома. Битва при Пилтауне была единственным сражением Войны Белой и Алой Розы на территории Ирландии.
В качестве награды в следующем 1463 году король Англии Эдуард IV назначил графа Десмонда лордом-депутатом при своём брате, лорде-лейтенанте Ирландии Джордже Плантагенете, 1-м герцоге Кларенсе. Граф Десмонд строил замки вокруг Пейла и продолжил наследственную вражду с Батлерами, графами Ормонд. В 1464 году Томас Фицджеральд, 7-й граф Десмонд, основал соборную церковь в Йоле.

## Падение и смерть
В 1466 году граф Десмонд предпринял неудачную экспедицию в графство Оффали, откуда ирландцы совершали набеги на Пейл. Он пользовался любовью в Ирландии из-за его защиты ирландского народа от английского владычества. В 1465 году парламент в Дублине принял закон, по условиям которого каждый ирландец, живущий в Пейле, должен был одеваться и бриться, как англичанин, и взять английские фамилии.
Граф Десмонд был главной защитой ирландцев от притеснений со стороны английских властей. В 1468 году английский король Эдуард IV заменил графа Десмонда на посту лорда-депутата Ирландии. На эту должность был назначен Джон Типторф, 1-й граф Вустер, который был известен своей жестокостью и беспощадностью, получив прозвище «Мясник из Англии».
Новый английские власти обвинили графа Десмонда на заседании парламента в Дроэде в государственной измене, поддержке ирландского населения и вымогательстве. Он вместе с Томасом Фицджеральдом, 7-м графом Килдэром, был арестован и лишен владений по обвинению в государственной измене. Томас Фицджеральд, 7-й граф Десмонд, попытавшийся укрыться в монастыре, был немедленно обезглавлен в феврале 1468 года. В то же время граф Килдэр смог бежать в Англию, где позднее смог получить помилование от английского короля. Казненный граф Десмонд был похоронен в церкви Святого Петра в Дроэде, а затем его останки были перенесены в Церковь Крайст-чёрч в Дублине.
Смерть графа Десмонда шокировала ирландский народ. Некоторые также утверждали, что Типтофт также приказал убить двух сыновей графа Десмонда, учившихся в Дроэде. В ответ Фицджеральды из Манстера вторглись в Пейл. Не желая видеть аналогичные восстания в Лейнстере, король Англии приказал отменить конфискацию владений графов Килдэра и Десмонда. Несмотря на то, что старший сын и наследник графа Десмонда унаследовал его владения и титул, отношения между английской короной и Десмондами оставались напряженными на протяжении десятилетий.
Точная причина его смерти остается загадкой. Ходили слухи, что граф Десмонд участвовал в заговоре против графа Вустера. Также появились слухи, что граф Десмонд планирует стать королем Ирландии. Кроме Типтофта, у Десмонда был ещё один могущественный враг, епископ Мита Уильям Шервуд. Позднее появились предположения, что Томас Фицджеральд, 7-й граф Десмонд, вызвал недовольство королевы Елизаветы Вудвилл, супруги Эдуарда IV.

## Брак и дети
22 августа 1455 года Томас Фицджеральд женился на Эллис де Барри, дочери Уильяма Барри, 8-го барона Барри, и Эллен де ла Рош. У супругов было семь сыновей и две дочери:
- Джеймс Фицджеральд, 8-й граф Десмонд (1459—1487)
- Морис Фицджеральд, 9-й граф Десмонд (ум. 1520)
- Леди Кэтрин Фицджеральд, жена Фингина Маккарти, 8-й принца Карбери (ум. 1505)
- Томас Фицджеральд, 11-й граф Десмонд (ум. 1534)
- Сын, убит по приказу Джона Типтофта, 1-го графа Вустера
- Сын, убит по приказу Джона Типтофта, 1-го графа Вустера
- Джон Фицджеральд, де-факто 12-й граф Десмонд (ум. 1536)
- Эллен Фицджеральд, 1-й муж Томас Батлер из Кэра, 2-й муж Турлоу Мак и Бриен Ара, епископ Киллало
- Джеральд Ог Фицджеральд из Маколлопа. Его мужские потомки угасли в 1743 году.